# Diario del Yaqui
Diario del Yaqui es un diario matutino independiente con sede en Ciudad Obregón, Sonora, fundado en 1942 por el periodista Jesús Corral Ruiz.	

## Historia
El periódico Diario del Yaqui fue fundado el 9 de abril de 1942. Su sede se encuentra en calle Sinaloa 418 Sur, Colonia Centro, en Ciudad Obregón.
El periodista y abogado Carlos Moncada Ochoa (1934-) se inició como redactor en este cotidiano, y años después fue director editorial.
El primer lema de este diario fue: "El Periódico del Valle"; el segundo, desde el decenio de 1960 hasta 1993, fue: "Al Servicio del Progreso del Noroeste"; el tercer lema, desde 1993 hasta la actualidad, es: "El Periódico de Sonora".
En un año del decenio de 1950, el fundador, Jesús Corral Ruiz, recibió agresiones físicas y cachazos a cargo del coronel David León y Arias, comandante del 18 Regimiento de Caballería ubicado en el poblado de Esperanza, Sonora, sito 5 kilómetros al norte de Ciudad Obregón.
Durante el sexenio del gobernador sonorense priista Faustino Félix Serna (13 de septiembre de 1967 - 12 de septiembre de 1973), Jesús Corral Ruiz, acérrimo enemigo de aquel, se exilió a la Ciudad de México, y desde la capital mexicana enviaba vía télex sus columnas "Tarjeta Postal" de lunes a sábado, y los domingos "Poste Restante" a la Sala de Redacción.
En el decenio de 1970, algunos columnistas fueron: Adrián Olea Barreras, quien redactaba la columna jocosa y anecdótica "Digo", Cesáreo Pándura Talamantes ("La Clase Media"), Domingo Arteaga (columna dominical "Cajón de Sastre"), Álvaro Cepeda Neri.
En los decenios de 1980 y 1990 el director editorial fue Gilberto Márquez Trujillo.
El jueves 2 de diciembre de 1993, se suicidó de un balazo el fundador, Jesús Corral Ruiz –el nombre real de este periodista fue Jesús Ruiz Corral, y era hijo del general Felipe Ruiz, revolucionario que formó parte del Estado Mayor Presidencial del general Álvaro Obregón Salido, pero fue más conocido como Jesús Corral Ruiz y Jesús C. Ruiz–. Entonces tomó las riendas del negocio su hijo, Jesús Ruiz, quien el 27 de diciembre de 2017 lo traspasó al empresario navojoense Hugo Camou Rodríguez, actual presidente del Consejo de Administración. Camou es socio del Grupo Marítimo Industrial, entidad enlatadora de carne de atún bajo la marca Tuny.

## Línea editorial
Desde su fundación hasta el 2 de diciembre de 1993, la línea editorial del periódico Diario del Yaqui siguió una pauta crítica contra algunos actores de gobiernos estatales sonorenses, notoriamente el gobernador Ignacio Soto Martínez (1949-1955), diputados sonorenses locales y federales, presidentes municipales, funcionarios federales –todos priistas en aquellos años del decenio de 1940 y siguientes–. No obstante, el director general, Jesús Corral Ruiz, hombre cercano al presidente Adolfo Ruiz Cortines, había establecido tres salvedades: las prohibiciones de escribir en contra de tres entidades: la Presidencia de la República, la Confederación de Trabajadores de México (CTM), y el Instituto Mexicano del Seguro Social (IMSS); cualesquiera columnistas, periodistas y colaboradores del diario sí podían atacar al Partido Revolucionario Institucional (PRI), gobernadores, presidentes municipales, y secretarios de Estado, por ejemplo. Desde el 27 de diciembre de 2017, con la nueva administración del periódico, la línea seguida ha sido neutral, sin confrontaciones con los poderes públicos ni con el sector empresarial.
Esta publicación tiene un periódico hermano, Diario del Mayo, en la ciudad de Navojoa.